# Међунасељска територија
Међунасељска територија (рус. межселенная территория) назив је за територију у саставу општинског рејона у Русији која се не налази у саставу било којег градског или сеоског насеља.
Према закону међунасељске територије могу се оснивати на територијама са ниском густином сеоског становништва. Сва питања од мјесног значаја рјешавају органи самоуправе општинског рејона (рус. муниципальный район), а сви приходи предвиђени за мјесни буџет доспјевају у буџет општинског рејона.